# Jules Breton

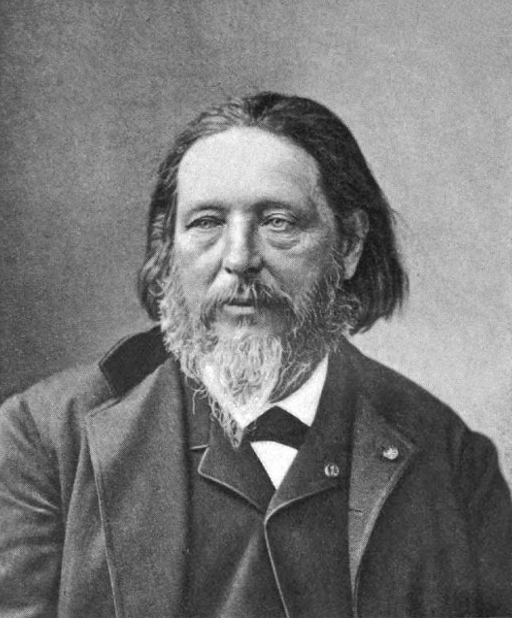
Jules Breton

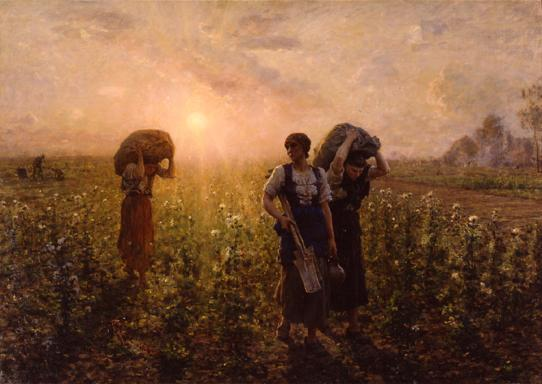
Werk „A travers champs“ (1887), heute im Brooklyn Museum of Art

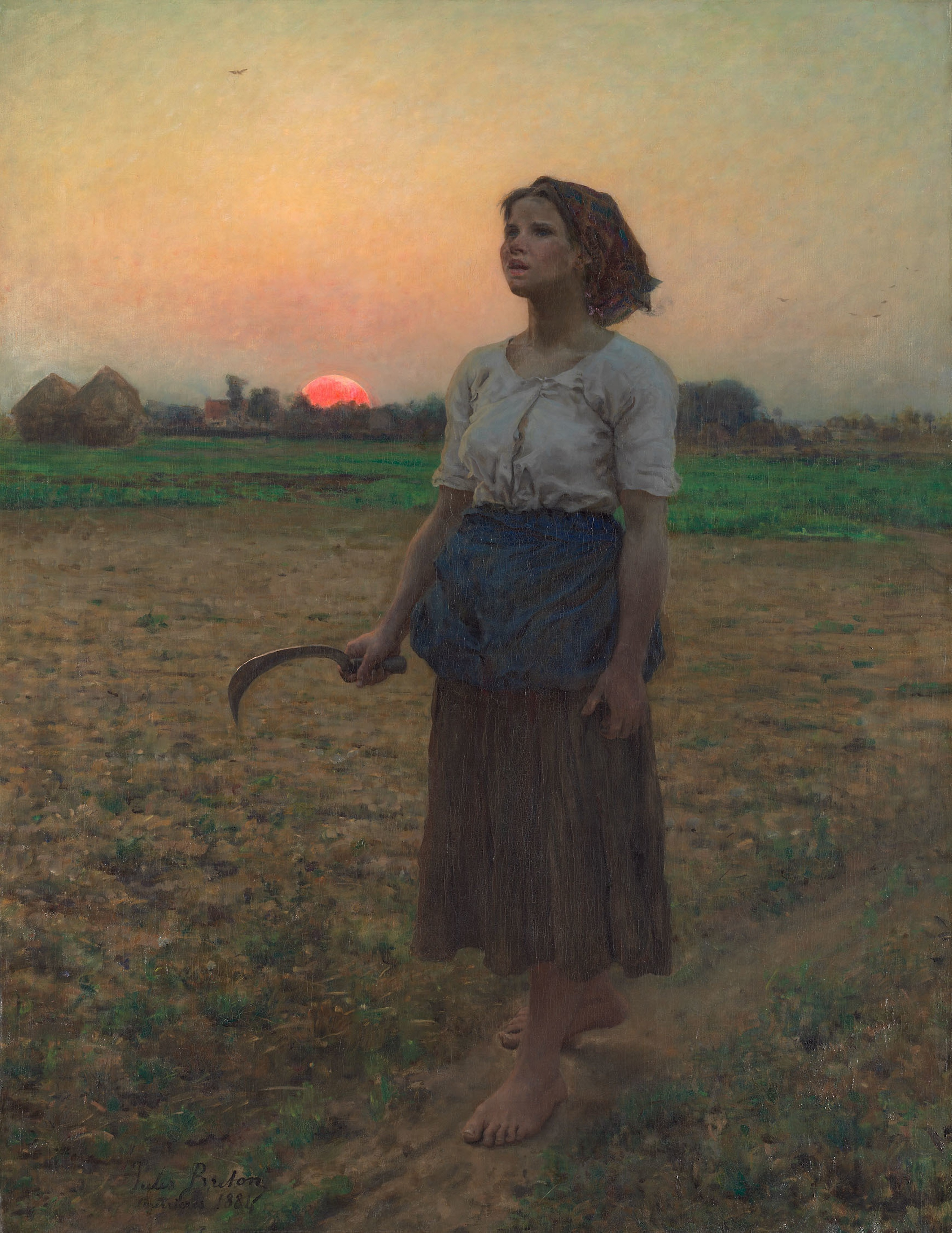
Werk „le chant de l’alouette“ (1884), heute im Art Institute Chicago

Jules Adolphe Aimé Louis Breton (* 1. Mai 1827 in Courrières, Département Pas-de-Calais; † 5. Juli 1906 in Paris) war ein französischer Maler.

## Leben
Breton war zusammen mit Lievin de Winne Schüler von Felix de Vigne. Später wechselte er in das Atelier von Michel-Martin Drolling. Angeregt durch seine Lehrer, entlehnte Breton schon die Stoffe seiner ersten Bilder den ländlichen Kreisen seiner Umgebung. Er malt die Bürger und Bauern der alten Provinz Artois (Département Pas-de-Calais) in ihrer Alltagsbeschäftigung, zumeist in freier Natur; aber diesen einfachen Motiven weiß er durch zarte Beseelung und durch harmonische Verschmelzung der Figuren und der Landschaft einen großen Reiz, bisweilen sogar einen hohen Adel und eine Großartigkeit des Stils zu geben.
Sein Kolorit ist stimmungsvoll und kräftig, seine Modellierung scharf und plastisch. Zu voller Anerkennung kam er erst 1857 durch sein Bild Die Segnung der Felder, jetzt im Palais de Luxembourg; dort sind auch seine Ährenleserinnen von 1859. In demselben Jahr vollendete er seine Aufpflanzung eines Kalvarienbergs und ein humoristisches Bild Der blaue Montag, Frauen darstellend, die ihre Männer aus der Schenke holen.
1858 heiratete er in Paris eine Tochter seines ehemaligen Lehrers Felix de Vigne. Virginie Demont-Breton (1859–1935) war seine Tochter und Schülerin.
Im Jahr 1861 stellte er die Werke Unkrautjäterinnen und Raps durchsiebendes Mädchen, 1864 Weinlese und Weidende Truthennen hütendes Mädchen aus. Sein Hauptwerk ist das Bild Schnitterinnen nach der untergehenden Sonne schauend von 1865. Auf der Weltausstellung von 1867 befanden sich Schnitter, der seine Sense wetzt und Quelle am Meer, Frauen und Kinder.
Zu seinen Auszeichnungen gehört die Wahl zum Mitglied der Académie des beaux-arts in Paris im Jahr 1886, die Wahl zum Ehrenmitglied (Hon. RA) der Royal Academy of Arts in London im Jahr 1899 sowie die Wahl zum Mitglied der Académie royale des Sciences, des Lettres et des Beaux-Arts de Belgique im Jahr 1892.
Im Alter von über 79 Jahren starb Jules Breton am 5. Juli 1906 in Paris und fand seine letzte Ruhestätte auf dem Cimetière Montparnasse neben seinem Freund Charles Leconte de Lisle.

## Werke (Auswahl)
- Rückkehr der Ährenleserinnen, 1859; 90 × 176 cm; Musée d’Orsay, Paris